# Поллоксвілл (Північна Кароліна)
Поллоксвілл (англ. Pollocksville) — місто (англ. town) в США, в окрузі Джонс штату Північна Кароліна. Населення — 268 осіб (2020).

## Географія
Поллоксвілл розташований за координатами 35°0′18″ пн. ш. 77°13′14″ зх. д. / 35.00500° пн. ш. 77.22056° зх. д. (35.005029, -77.220591).  За даними Бюро перепису населення США в 2010 році місто мало площу 0,82 км², з яких 0,78 км² — суходіл та 0,04 км² — водойми.

## Демографія
Згідно з переписом 2010 року, у місті мешкало 311 осіб у 139 домогосподарствах у складі 93 родин. Густота населення становила 381 особа/км².  Було 167 помешкань (205/км²).
Расовий склад населення:
| - 68,5 % — білих - 28,6 % — чорних або афроамериканців - 1,3 % — корінних американців |

До двох чи більше рас належало 1,0 %. Частка іспаномовних становила 1,0 % від усіх жителів.
За віковим діапазоном населення розподілялося таким чином: 22,2 % — особи молодші 18 років, 56,9 % — особи у віці 18—64 років, 20,9 % — особи у віці 65 років та старші. Медіана віку мешканця становила 45,3 року. На 100 осіб жіночої статі у місті припадало 80,8 чоловіків;  на 100 жінок у віці від 18 років та старших — 76,6 чоловіків також старших 18 років.
Середній дохід на одне домашнє господарство  становив 32 851 долар США (медіана — 19 850), а середній дохід на одну сім'ю — 40 152 долари (медіана — 26 964). За межею бідності перебувало 48,2 % осіб, у тому числі 80,8 % дітей у віці до 18 років та 13,4 % осіб у віці 65 років та старших.
Цивільне працевлаштоване населення становило 194 особи. Основні галузі зайнятості: освіта, охорона здоров'я та соціальна допомога — 67,5 %, виробництво — 5,7 %, роздрібна торгівля — 5,2 %.